# Gvassiuguí
Gvassiuguí (en rus: Гвасюги) és un poble del krai de Khabàrovsk, a Rússia, que el 2016 tenia 247 habitants. Pertany al districte rural de Lazó.